# Lars Øvernes
Lars Øvernes (Haugesund, 28 febbraio 1989) è un calciatore norvegese, portiere dell'Etne.

## Carriera

### Club

#### Haugesund
Øvernes ha iniziato la sua carriera professionistica con la maglia dell'Haugesund ed ha esordito nella 1. divisjon in data 20 luglio 2008 nell'incontro con il Sandnes Ulf, dove è rimasto imbattuto. È rimasto il secondo portiere, alle spalle del titolare Per Morten Kristiansen, per tutto il campionato 2009 ed è sceso in campo soltanto in un'occasione: ha difeso i pali dell'Haugesund nel successo per 2-0 contro l'Alta. In seguito alla promozione nell'Eliteserien del suo club, ha potuto esordire anche nella massima divisione norvegese: è rimasto infatti imbattuto nel successo casalingo per 2-0 contro il Vålerenga.

#### HamKam
Il 4 dicembre 2012, l'HamKam ha annunciato l'ingaggio del giocatore, a partire dal 1º gennaio successivo. Ha esordito in squadra il 6 aprile 2013, schierato titolare nel pareggio per 2-2 contro lo Stabæk. Alla fine del campionato 2014, l'HamKam è retrocesso in 2. divisjon.

#### Sola
Il 18 marzo 2015, il Sola ha annunciato d'aver ingaggiato Øvernes.

## Statistiche

### Presenze e reti nei club
Statistiche aggiornate al 1º aprile 2017.
| Stagione         | Club             | Campionato       | Campionato | Campionato | Coppe nazionali | Coppe nazionali | Coppe nazionali | Coppe continentali | Coppe continentali | Coppe continentali | Supercoppe | Supercoppe | Supercoppe | Totale | Totale |
| Stagione         | Club             | Comp             | Pres       | Reti       | Comp            | Pres            | Reti            | Comp               | Pres               | Reti               | Comp       | Pres       | Reti       | Pres   | Reti   |
| ---------------- | ---------------- | ---------------- | ---------- | ---------- | --------------- | --------------- | --------------- | ------------------ | ------------------ | ------------------ | ---------- | ---------- | ---------- | ------ | ------ |
| 2007             | Haugesund        | 1D               | 0          | 0          | CN              | 0               | 0               | -                  | -                  | -                  | -          | -          | -          | 0      | 0      |
| 2008             | Haugesund        | 1D               | 5          | -6         | CN              | 1               | -3              | -                  | -                  | -                  | -          | -          | -          | 6      | -9     |
| 2009             | Haugesund        | 1D               | 1          | 0          | CN              | 0               | 0               | -                  | -                  | -                  | -          | -          | -          | 1      | 0      |
| 2010             | Haugesund        | ES               | 1          | 0          | CN              | 2               | -1              | -                  | -                  | -                  | -          | -          | -          | 3      | -1     |
| 2011             | Haugesund        | ES               | 3          | -3         | CN              | 1               | -3              | -                  | -                  | -                  | -          | -          | -          | 4      | -6     |
| 2012             | Haugesund        | ES               | 0          | 0          | CN              | 2               | -2              | -                  | -                  | -                  | -          | -          | -          | 2      | -2     |
| Totale Haugesund | Totale Haugesund | Totale Haugesund | 10         | -9         |                 | 6               | -9              |                    | -                  | -                  |            | -          | -          | 16     | -18    |
| 2013             | HamKam           | 1D               | 29         | -41        | CN              | 4               | -4              | -                  | -                  | -                  | -          | -          | -          | 33     | -45    |
| 2014             | HamKam           | 1D               | 21         | -51        | CN              | 2               | -1              | -                  | -                  | -                  | -          | -          | -          | 23     | -52    |
| Totale HamKam    | Totale HamKam    | Totale HamKam    | 50         | -92        |                 | 6               | -5              |                    | -                  | -                  |            | -          | -          | 56     | -97    |
| 2015             | Sola             | 2D               | 26         | -?         | CN              | 2               | -?              | -                  | -                  | -                  | -          | -          | -          | 28     | -?     |
| 2016             | Sola             | 2D               | 25         | -?         | CN              | 1               | -?              | -                  | -                  | -                  | -          | -          | -          | 26     | -?     |
| Totale Sola      | Totale Sola      | Totale Sola      | 51         | -?         |                 | 3               | -?              |                    | -                  | -                  |            | -          | -          | 54     | -?     |
| 2017             | Etne             | 5D               | 0          | 0          | -               | -               | --              | -                  | -                  | -                  | -          | -          | -          | 0      | 0      |
| Totale           | Totale           | Totale           | 111        | -?         |                 | 15              | -?              |                    | -                  | -                  |            | -          | -          | 126    | -?     |

## Palmarès

### Club

#### Competizioni nazionali
- 1. divisjon: 1

Haugesund: 2009